# Vestre Slidre kommun
Vestre Slidre kommun (norska: Vestre Slidre kommune) är en kommun i Innlandet fylke i Norge. Kommunens centralort är tätorten Slidre. 

## Administrativ historik
Kommunen bildades 1849 genom en delning av Slidre kommun i Vestre och Øystre Slidre kommuner. 1899 överfördes ett obebott område från Øystre Slidre kommun till Vestre Slidre kommun.

## Tätorter
I Vestre Slidre kommun finns två tätorter:
- Røn
- Slidre (centralort)

## Socknar
Inom Norska kyrkan är Vestre Slidre kommun indelad i tre socknar:
- Lomens socken
- Røns socken
- Slidre socken

Socknarna ingår i Valdres prosteri i Hamars stift.